# 小川健太郎
小川健太郎（1934年1月12日—1995年10月8日）為日本的棒球選手，出生於岡山県高梁市。
他曾效力於日本職棒中日龍等，守備位置為投手。
1968年9月21日，他成為王貞治第350轟的苦主。
1970年退休，生涯通算95勝。黑霧事件終身禁賽